# 841
841 (DCCCXLI) var ett normalår som började en lördag i den julianska kalendern.

## Händelser

### Juni
- 25 juni – I slaget vid Fontenoy besegras Karl den stores äldste sonson Lothar av sina bröder Karl och Ludvig, med följd att Frankerriket två år senare delas mellan de tre bröderna.

### Okänt datum
- I den Aghlabidiska dynastin efterträds al-Aghlab Abu Affan ibn Ibrahim av Muhammad I Abul-Abbas ibn al-Aghlab Abi Affan.

## Födda
- Du Rangneng, kinesisk kansler.
- Pei Shu, kinesisk kansler.

## Avlidna
- Hildegard, prinsessa av Frankerriket.
- Inan bint Abdallah, abbasidisk slavinna och qiyan-poet.